# Pancryptista
Pancrytista es un clado que incluye tanto a Cryptista como a Microheliella. Los análisis filogenómicos de 2022 sugieren que Microheliella es hermano de Cryptista, formando el clado Pancryptista, que a su vez sería hermano de Archaeplastida, formando el clado CAM.